# Socket AM5
El zócalo AM5 (LGA 1718) es un zócalo de CPU diseñado por Advanced Micro Devices, que se utiliza para microprocesadores AMD Ryzen a partir de la microarquitectura Zen 4. AM5 reemplaza al socket AM4 y es el primer zócalo LGA de AMD diseñado para CPU convencionales de escritorio.
AMD confirmó oficialmente los detalles sobre la plataforma de la serie Ryzen 7000, incluido el soporte para PCI Express 5.0 y DDR5, durante enero del año 2022.

## Trasfondo
En marzo de 2017, con el lanzamiento de sus nuevos procesadores Zen, AMD presentó el zócalo AM4, un zócalo PGA (pin grid array) que prometieron mantener hasta 2020. En abril de 2022, AMD lanzó su última CPU diseñada para el zócalo AM4, el 5800X3D, que presentaba 96 MB de caché L3 apilada en 3D.

### Anuncio
En CES 2022, la directora ejecutiva de AMD, Lisa Su, presentó el zócalo AM5 y el diseño del disipador de calor integrado para los próximos procesadores Ryzen 7000 que se lanzarían a finales de 2022.
El 23 de mayo de 2022, AMD proporcionó detalles sobre el zócalo AM5, sus placas base correspondientes y las CPU de la serie Ryzen 7000 en Computex en Taipei, Taiwán. En Computex, los proveedores de placas base ASRock, Gigabyte y otros presentaron sus nuevas placas base X670 con el zócalo AM5.
AMD declaró que planea mantener el zócalo AM5 durante varios años como lo hizo con el zócalo AM4. Durante la revelación de la serie Ryzen 7000 el 29 de agosto de 2022, AMD confirmó se mantendría hasta al menos 2025.